# 保罗·恩里克·甘索
保罗·恩里克·查加斯·德·利马（葡萄牙語：Paulo Henrique Chagas de Lima，1989年10月12日—）一般被称作保罗·恩里克、保罗·恩里克·甘索或是甘索，是一名巴西足球运动员，司职攻击型中场位置，現時效力於巴西足球甲級聯賽球隊富明尼斯。

## 俱乐部生涯

### 富明尼斯
2019年1月31日，甘索回到巴西，與富明尼斯簽訂了一份為期五年的合約。